# 山形スクリーム
『山形スクリーム』（やまがたスクリーム）は、2009年の日本映画。主演は成海璃子、AKIRA（EXILE）。監督は竹中直人。

## 作品概要
歴史研究会の合宿で訪れた山形県の奥深くにある御釈ヶ部村（おしゃかべむら・架空の村）を訪れた女子高生達が、リゾート開発のために壊された村の祠から蘇った平家の亡霊・葛貫忠経とその部下達の復讐劇に巻き込まれるというストーリー。一部、血飛沫が舞う、死者が蘇るなどのホラーテイストな表現があるが、基本的に全編コメディ映画である。所々で様々なホラー映画のパロディが見られるが、映画『スクリーム』との関連性は一切ない。

## キャスト
- 岡垣内美香代/光笛：成海璃子
- 葛貫忠経：沢村一樹
- 与藻須賀三太郎：AKIRA（EXILE）
- 勝海子：マイコ
- 山崎田内左衛門/今ラブイズオーバー薔薇男：竹中直人
- 鏑木宙子：桐谷美玲
- 敏酒圭：紗綾
- 波来前胸恵：波瑠
- 温水洋一：温水洋一
- 岡垣内今朝明：岩松了
- ケイシー・千尋・セバスチャン：クリスタル・ケイ
- ムトゥ：六平直政
- 跡場：坂田聡
- 佐波絹：矢沢幸治
- ビタヤン：須田邦裕
- 山田：神戸浩
- ゲドヤン：住田隆
- 塗壁彦一朗：高橋一平
- 分倍河原：田中要次
- 瓜瓦眉執：井口昇
- 鹿島津：赤井英和
- 織蛾味スグル：緋田康人
- うるやん：佐伯新
- チャッピー：篠原ともえ
- 藤本権田景頼：斉木しげる
- 伊東丹波成定：石橋蓮司
- 夏彦：デビット伊東
- サジエ：広田レオナ
- 津留子：荻野目慶子
- 蝦蟇且茂治郎：生瀬勝久
- 与藻須賀トメコ：由紀さおり
- コンビニ店員・雫石：三浦春馬（友情出演）

## スタッフ
- 監督：竹中直人
- プロデューサー：吉田浩二、梅村安、山崎雅史
- エグゼクティブプロデューサー：丸茂日穂
- 企画：中沢敏明、ヘンガメ・パナヒ
- 脚本：継田淳
- 音楽：栗コーダーカルテット
- 撮影：佐々木原保志
- 照明：安河内央之
- 録音：北村峰晴
- 美術：斎藤岩男
- 装飾：松本良二
- 特殊メイク：江川悦子
- 衣装デザイン：MASATOMO
- スタイリスト：伊島れいか
- 編集：奥原好幸
- VFXスーパーバイザー：岡野正広
- 製作：映画「山形スクリーム」製作委員会（セディックインターナショナル、ギャガ、小学館、電通、毎日放送、CIRCUS、中部日本放送、MASAMOTO DREAM CORPORATION、ジェネオン・ユニバーサル・エンターテイメントジャパン、ローソンチケット、CELLULoid dreAMS、テレビユー山形、RKB毎日放送）
- 配給：ギャガ

## ロケ地
山形県鶴岡市全域と都内スタジオにて撮影。
- 山形県鶴岡市の海辺
- 庄内映画村
- 最上川周辺の古い神社
- 羽黒山の山道
- 土蔵をリフォームした骸骨スナック
- 大鳥自然の家グラウンド
- 山形県鶴岡市内のコンビニエンスストア

## 漫画版
『月刊サンデージェネックス』（小学館）にて2008年12月号より2009年6月号まで連載された。全7話。作者は個々田健。
- 個々田健『山形スクリーム』小学館〈サンデーGXコミックス〉、全1巻、2009年6月19日発売、ISBN 978-4091571793